# Босага (Ортауский сельский округ)
Босага (каз. Босаға) — село в Шетском районе Карагандинской области Казахстана. Входит в состав Ортауского сельского округа. Находится примерно в 113 км к юго-западу от районного центра, села Аксу-Аюлы. Код КАТО — 356475200.

## Население
В 1999 году население села составляло 83 человека (44 мужчины и 39 женщин). По данным переписи 2009 года, в селе проживало 118 человек (70 мужчин и 48 женщин).